# Scepticisme (philosophie)
Pour les articles homonymes, voir Scepticisme.
 (juillet 2016).

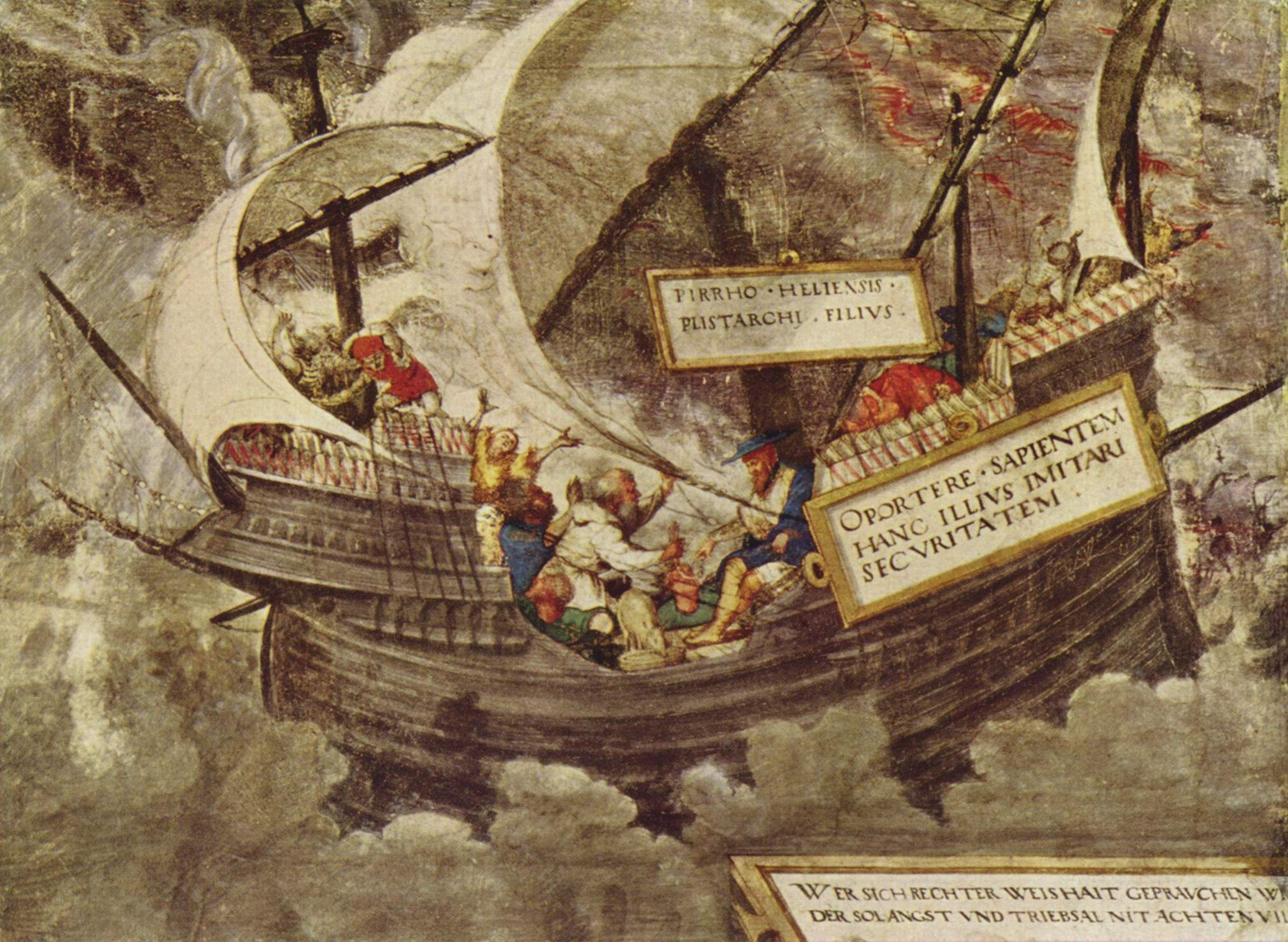
Pyrrhon impassible dans la tempête.

Le scepticisme (du grec σκεπτικός / skeptikós, « qui examine »), aussi appelé pyrrhonisme, est à l'origine une philosophie et une méthode grecque antique qui compare et oppose toutes choses afin d'atteindre la tranquillité (ἀταραξία / ataraxía, « ataraxie ») de l'âme (ψυχή / psukhḗ).
Le sceptique pyrrhonien dit que rien n'est vrai ni faux, ni vrai et faux à la fois, et pas même cette dernière phrase car elle s'oppose à elle-même.

« Le scepticisme est une faculté et une méthode qui sert à examiner, qui compare et oppose, de toutes les manières possibles, les choses apparentes, ou sensibles, et celles qui s'aperçoivent par l'entendement; par le moyen de laquelle faculté nous parvenons (à cause du poids égal qui se trouve dans des choses ou dans des raisons opposées) premièrement à I'épochè, c'est-à-dire à la suspension de l'assentiment, et ensuite à l'ataraxie, c'est-à-dire à l'exemption de trouble, à la tranquillité de l'âme. »

— (Esquisses pyrrhoniennes, Livre 1 [8], Sextus Empiricus)
Le scepticisme a eu une grande influence sur Michel de Montaigne (1533-1592) qui l'avait largement adopté. Descartes quant à lui a rejeté le scepticisme comme un doute scandaleux. Comme il l'explique dans le Discours de la méthode, pour lui le doute fait partie d'une méthode. D'autres philosophes modernes comme David Hume, Friedrich Nietzsche, Bertrand Russell ou Ludwig Wittgenstein ont repris et redéfini le terme en le séparant de la recherche antique de l'ataraxie.
Bertrand Russell prône un « scepticisme modéré » par opposition à celui de Pyrrhon. Il résume dans ses Essais sceptiques cette position par « Ne rien admettre sans preuve et suspendre son jugement tant que la preuve fait défaut ». Le principe d'éviter de conclure aussi longtemps qu'il le faudra se retrouve au XXIe siècle dans les méthodes bayésiennes qui conservent de front autant d'hypothèses que l'on en peut suivre, et qui sont utilisées en intelligence artificielle.
Le terme « sceptique » est un adjectif abondamment utilisé dans des sens parfois très éloignés de l'usage antique. Nous faisons ainsi preuve d'un scepticisme « sélectif » lorsque l'on doute de quelque chose en particulier.

## Doctrine générale

### Division de la philosophie
Les sceptiques divisent les philosophes en trois :
1. Les dogmatiques sont ceux qui prétendent avoir trouvé la vérité ;
2. Les académiques sont ceux qui prétendent dogmatiquement que la vérité est incompréhensible (et s’inclut donc d'elle-même dans la catégorie précédente) ;
3. Les sceptiques sont ceux qui cherchent toujours. Cette dernière s'oppose aux deux précédentes car elle est adogmatique. (E. p., Livre 1 Chapitre 1).

Le scepticisme se divise à son tour en deux parties, l'une générale, laquelle consiste en l'exposition de sa méthode (les modes de l'époque) ainsi que de ses expressions, et l'autre particulière, qui consiste en la réfutation de la philosophie dogmatique. La partie particulière réfute l'enseignement, l'expertise, la logique (et donc l'efficacité de la parole pour décrire le réel). Partant de ces principes, le langage se fait réfuter avec la grammaire et la rhétorique, et les théories abstractives construites elles aussi sur le langage. Cette partie réfute donc les mathématiques (arithmétique, géométrie, astrologie et musique) ainsi que la physique. Le principal objet de critique de ces disciplines est que les objets sur lesquels elles portent n'ont aucune preuve d’existence et se trouvent indéfinissables par le désaccord entre les dogmatiques par rapport à leur définition (le nombre pour l'arithmétique, le point et la ligne pour la géométrique, et le temps pour la musique, Dieu, la Causalité et la corporalité pour la physique) (E. p., I, 2 et Contre les professeurs de Sextus Empiricus)

### Méthode

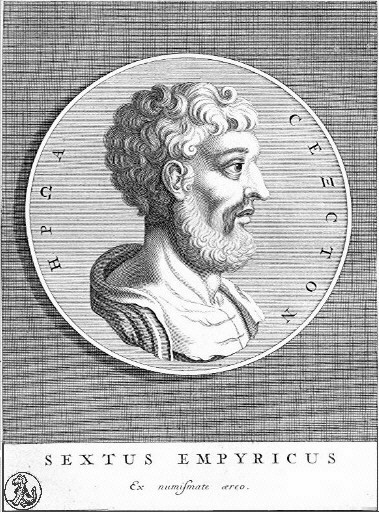
Sextus Empiricus

D'après Sextus, la philosophie sceptique (dans sa période tardive) est une philosophie non dogmatique dont le principe méthodologique est d'opposer à toute raison valable, et sur tout sujet, une raison contraire et tout aussi convaincante. Le but de cette recherche, que l'on peut qualifier de logique, est de détruire les fausses opinions que nous soutenons à tout propos et qui nous rendent malheureux en nous trompant sur la nature des choses. Ce dernier point peut être rapproché de l'épicurisme ; mais la comparaison s'arrête là, car le sceptique entend bien rester dans l'ignorance en n'admettant rien qui soit douteux. Il ne formule pas d'hypothèses, mais laisse toujours ouverte la possibilité d'une réfutation.
En revanche, la réalité des phénomènes est tenue pour certaine, c'est-à-dire que l'apparence est telle qu'elle nous apparaît. Il ne dit pas : « cet objet (comme substance) est tel (qualité intrinsèque) » ; mais : « cet objet, en tant qu'il m'apparaît, apparaît avec telle qualité sensible ». Du point de vue de la connaissance, cela revient à nier la catégorie de substance, pour n'affirmer que des apparences liées sans substrat métaphysique ; d'un point de vue moral, cette distinction permet d'établir des règles de vie issues de l’expérience : en général, le sceptique suit les croyances établies, même s'il n'y croit pas. Les opinions du sens commun lui sont indifférentes : telle est la conclusion morale de cette philosophie, l'ataraxie et l'acatalepsie (la tranquillité et l'absence d'une souffrance qui serait due à une compréhension dite incomplète).
Selon Victor Brochard, le scepticisme, dans ses formulations les plus rigoureuses, est une véritable méthode scientifique, comparable à l'esprit scientifique moderne. En effet, ne posant aucune hypothèse d'ordre métaphysique, le scepticisme n'interdit pas d'étudier les phénomènes et d'en faire la théorie.

### Recherche de l'ataraxie
Dans sa version antique, le principal objectif du scepticisme n'est pas seulement de nous faire éviter l'erreur, mais de nous faire parvenir à la quiétude (ataraxie), loin des conflits de dogmes et de la douleur que l'on peut ressentir lorsqu'on découvre de l'incohérence dans ses certitudes. Le scepticisme dit que nous ne pouvons trouver aucune réponse aux questions qui se rapportent aux affaires humaines, ni aucune certitude en ce qui concerne les réponses aux questions philosophiques et énigmes de la nature et de l'univers, de la pensée, de Dieu et de l'âme, et ce même supposant leur existence. En ce sens, lorsqu'un sceptique s'exprime sur quelque chose, c'est selon ses impressions sensorielles (ou affects) : le sceptique dit peut-être que rien n'existe, car il semble qu'il ne comprend rien et ne peut rien définir avec certitude jusqu'à présent. Les moyens (ou modes) pour atteindre cette constatation se nomment l'Épochê (suspension du jugement), et leur nombre varie. Par exemple, il peut être pris de la dissemblance des sens qui, du fait que les sens n'ont pas le même objet de traitement, comme l'oreille ne voit pas et les yeux n'entendent pas, ou du fait que les théories dogmatiques se contredisent d'elles-mêmes, et que les définitions que les dogmatiques donnent à leurs propres concepts se contredisent elles aussi, alors il n'existe pas de moyen objectif de définir un quelconque critère de vérité (voir Esquisses pyrrhoniennes). « [...] celui qui opine dogmatiquement, et qui établit qu'il y a naturellement et réellement quelque bien et quelque mal, est toujours troublé. Tant qu'il manque des choses qu'il croit être des biens, il s'imagine que des maux vrais et réels le tourmentent, et il recherche avec ardeur ce qu'il croit être de vrais biens : et s'il les obtient enfin, il tombe encore dans plusieurs troubles; soit parce qu'il n'agit plus alors conformément à la raison, et qu'il s'élève sans mesure, soit parce que craignant quelque changement il fait tous ses efforts pour ne pas perdre les choses qu'il regarde comme des biens. Au contraire, celui, qui ne détermine rien, et qui est incertain sur la nature de ce que l'on envisage comme des biens et des maux, cet homme-là ne fuit, ni ne poursuit rien avec trop de violence, et par conséquent il est exempt de trouble." (Chap. XII Quelle est la fin du scepticisme) » Dans l'Antiquité, l'école sceptique eut pour fondateur le philosophe Pyrrhon (360–275 av. J.-C.) dont nous ne connaissons que peu de choses. Nous possédons cependant quelques fragments de l'œuvre de son disciple Timon de Phlionte. Le scepticisme antique est ainsi résumé par Sextus Empiricus (Esquisses pyrrhoniennes, I, 8) :
« Le scepticisme est la faculté de mettre face à face les choses qui apparaissent aussi bien que celles qui sont pensées, de quelque manière que ce soit, capacité par laquelle, du fait de la force égale qu'il y a dans les objets et les raisonnements opposés, nous arriverons d'abord à la suspension de l'assentiment, et après cela à la tranquillité. »

### Histoire du scepticisme antique
Cette philosophie ne semble prendre une forme systématique qu'au Ier siècle apr. J.-C. (ou quelques décennies av. J.-C.), avec Énésidème, Agrippa puis Sextus Empiricus. Mais, avant eux, la Nouvelle Académie, avec Arcésilas de Pitane et Carnéade, paraît être la véritable héritière du scepticisme pour la période IIIe - Ier siècle av. J.-C. Nous possédons deux œuvres de Sextus Empiricus, les esquisses pyrrhoniennes et Contre les professeurs. Ce qu'ont enseigné les autres sceptiques est difficile à établir avec certitude.

#### Origines
D'après Diogène Laërce (IX, 71), certains sceptiques faisaient remonter l'origine de leur pensée à Homère et aux sept sages. On trouve en effet très tôt des formules sceptiques dans la culture grecque : Rien de trop par exemple.
Mais on trouve également des interrogations sur la possibilité de la connaissance chez les Présocratiques :
À cause de la faiblesse de nos sens, nous sommes impuissants à distinguer la vérité. Anaxagore
La vérité est au fond du puits. Démocrite
Il n'y a jamais eu, il n'y aura jamais un homme qui connaisse avec certitude ce que je dis des dieux et de l'univers. Quand même il rencontrerait la vérité sur ces sujets, il ne serait pas sûr de la posséder : l'opinion règne en toutes choses. Xénophane de Colophon
Protagoras affirme que sur tout sujet, on peut opposer des raisons contraires (Diogène Laërce, IX, 51). Socrate affirme que tout ce qu'il sait, c'est qu'il ne sait rien. De nombreux aspects de ce qui s'appellera plus tard le scepticisme imprègnent ainsi la civilisation de la Grèce. Mais leur synthèse en un système philosophique cohérent prendra encore quelques siècles.

#### Ancien scepticisme
Nous savons peu de choses sur l'ancien scepticisme, qui paraît n'être essentiellement qu'un scepticisme pratique :
- Voir articles détaillés Pyrrhon et Timon de Phlionte

#### Moyenne et Nouvelle Académie
- La IIe Académie ou Moyenne Académie (Academia media), d'orientation sceptique, fut fondée vers 268 av. J.-C. par Arcésilas de Pitane, cinquième scolarque. Il prétendait que l'on ne peut rien savoir. Il a introduit, plutôt que Pyrrhon, le concept de suspension du jugement, épochè, pour demeurer sans opinion et n'accepter que le raisonnable.
- La IIIe Académie ou Nouvelle Académie (Academia nova) au sens strict, d'orientation probabiliste, sans tomber dans un scepticisme absolu, enseignait que l'on ne peut atteindre que le probable (pithanon). Les représentations vraies sont indiscernables des représentations fausses, dans la pratique il faut user du probable et du vraisemblable, mais l'entendement conquiert sa faculté de douter. La Nouvelle Académie eut comme scolarques, recteurs : Lacydès en 241 av. J.-C. (sixième scolarque), Téléclès en 208 av. J.-C. (septième), Évandre (huitième), Hégésinus (neuvième), Carnéade en 186 av. J.-C. (c'est le plus important des scolarques), Clitomaque en 128 av. J.-C. (onzième scolarque).

Selon Sextus Empiricus, les théories de la nouvelle académie diffèrent du scepticisme sur deux points.
D'abord, la nouvelle académie prétend que les choses sont insaisissables. Pour le sceptique, il est impossible de déterminer si les choses sont saisissables ou non, car l'affirmation selon laquelle rien n'est saisissable est encore dogmatique. Le sceptique se contente de suspendre son jugement.
Les membres de la nouvelle Académie, même s'ils disent que toutes les choses sont insaisissables, diffèrent sans doute des sceptiques d'abord justement en disant que toutes les choses sont insaisissables (en effet, ils assurent cela, alors que le sceptique s'attend à ce qu'il soit possible que telle chose soit saisissable) - Esquisses pyrrhoniennes, I, 226
De plus, les néo-académiciens recherchent le plausible, en dictant une échelle de valeur composée, en bas, de l'impression simplement plausible; au milieu, de l'impression plausible et examinée et en haut, de l'impression plausible, examinée plusieurs fois et indubitable. Cela les mène à choisir pour critère de vie (c'est-à-dire du critère qui déterminera nos actions, nos choix quotidiens) la recherche de ce fortement plausible, alors que le sceptique, ne déterminant rien, ne suit que ses perceptions et les normes de l'endroit où il vit.
Mais nous différons aussi de la nouvelle Académie sur ce qui conduit à la fin, car les hommes qui affirment se conformer à sa doctrine ont recours au plausible au cours de leur vie, alors que nous-mêmes vivons sans soutenir d'opinion en suivant les lois, les coutumes et nos affects naturels. - Esquisses pyrrhoniennes, I, 231

#### Néo-pyrrhonisme
Il semble bien que le scepticisme n'atteint à sa conceptualisation la plus rigoureuse qu'à cette époque, avec des sceptiques que l'on a parfois qualifiés de dialectiques :
- Voir articles détaillés Énésidème et Agrippa

Plus ou moins différenciée du scepticisme dialectique, il exista également une branche empirique de cette école, branche particulièrement liée à la médecine et à l'expérimentation scientifique :
- Voir articles détaillés Ménodote de Nicomédie et Sextus Empiricus

## Scepticisme au sens large
Le fondement du scepticisme de l'après Moyen Âge est que science, matérialisme et athéisme sont trois positions philosophiques intimement liées, c'est-à-dire que l'une ne va pas sans l'autre.

### Scepticisme de la Renaissance
On fait souvent commencer l'époque moderne avec l'invention de l'imprimerie en 1453, qui va amplifier ce que l'on a coutume d'appeler la Renaissance, née en Italie (Rinascimento) aux XIVe et XVe siècles. Le premier livre imprimé sera la Bible, qui sera ainsi diffusé à un nombre d'exemplaires beaucoup plus important qu'auparavant. Il sera de plus traduit dans les principales langues vernaculaires européennes. La connaissance du Livre sacré ne sera plus l'apanage d'intellectuels maîtrisant la langue latine, comme c'était le cas au Moyen Âge. Le peuple va ainsi prendre conscience de l'écart qui existe trop souvent entre le comportement des hommes d'Église de cette époque et l'esprit de pauvreté requis par l'Évangile. La Réforme protestante est déclenchée par une querelle sur les indulgences accordées par l'Église sous des conditions financières : Luther publie ses 95 thèses en 1517. Il en résulte un scepticisme par rapport aux enseignements de l'Église catholique qui se propage particulièrement dans la partie nord de l'Europe, et qui débouche sur des périodes de troubles religieux - ainsi que l'on appelait les guerres de religion à cette époque - violents et interminables au sein du christianisme. La religion devient une cause de division. L'Europe est déchirée et certains dogmes sont remis en cause par les différents courants protestants.

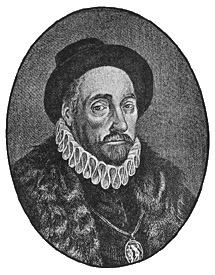
Michel de Montaigne

Les Grandes découvertes élargissent la vision du monde, et les récits de voyage des explorateurs questionnent les hommes de la Renaissance sur la nature humaine et sur le monde en général. Les écrits des Anciens étaient disponibles depuis plusieurs siècles, mais ils étaient seulement connus par des intellectuels maîtrisant la langue latine. Les humanistes de la Renaissance reprennent donc la lecture des Anciens, afin de renouveler leur vision du monde. Ils s'expriment plus souvent en langue vernaculaire. Ils ne trouveront que contradictions entre les différentes écoles, sans qu'on puisse raisonnablement donner la préférence à l'une d'elles. Le principal représentant du scepticisme, Montaigne, en déduira qu'il est vain de tenter de découvrir le fonctionnement du monde. Le seul domaine de recherche qui est autorisé au philosophe, c'est sa propre intériorité.
Enfin, la Renaissance est le point de départ d'une remise en cause des certitudes concernant l'astronomie et la physique. La publication du De revolutionibus de Copernic en 1543 remet en cause la croyance en un monde centré sur la Terre (géocentrisme), et lui substitue progressivement un monde centré sur le Soleil (héliocentrisme). Néanmoins, l'impact de cette « révolution copernicienne » sur la société dans son ensemble ne se fera sentir qu'à long terme, avec Galilée (observations dans le système solaire et remise en cause de la physique aristotélicienne) et Newton (théorie de la gravitation universelle) au XVIIe siècle, mais plus encore aux XVIIIe et XIXe siècles, à cause du temps nécessaire pour que les idées se propagent et que les mentalités changent vraiment : ce n'est qu'au début du XXe siècle que Freud perçoit a posteriori un traumatisme dans le domaine de la connaissance humaine, qu'il qualifiera de blessure narcissique (avec deux autres blessures : la théorie de l'évolution de Darwin, puis la psychanalyse). L'homme n'est plus au centre du monde, sa certitude de vivre dans un monde harmonieux vole en éclats. Il n'y a plus ni ordre, ni place prédéterminée.

### Scepticisme classique et moderne
La période classique et moderne constitue un effort pour briser le scepticisme pessimiste de la Renaissance, en particulier chez les rationalistes comme Descartes et Kant. Leurs œuvres consistent en une prise en compte de l'état de fait sceptique, pour ensuite sauver la connaissance et la métaphysique.

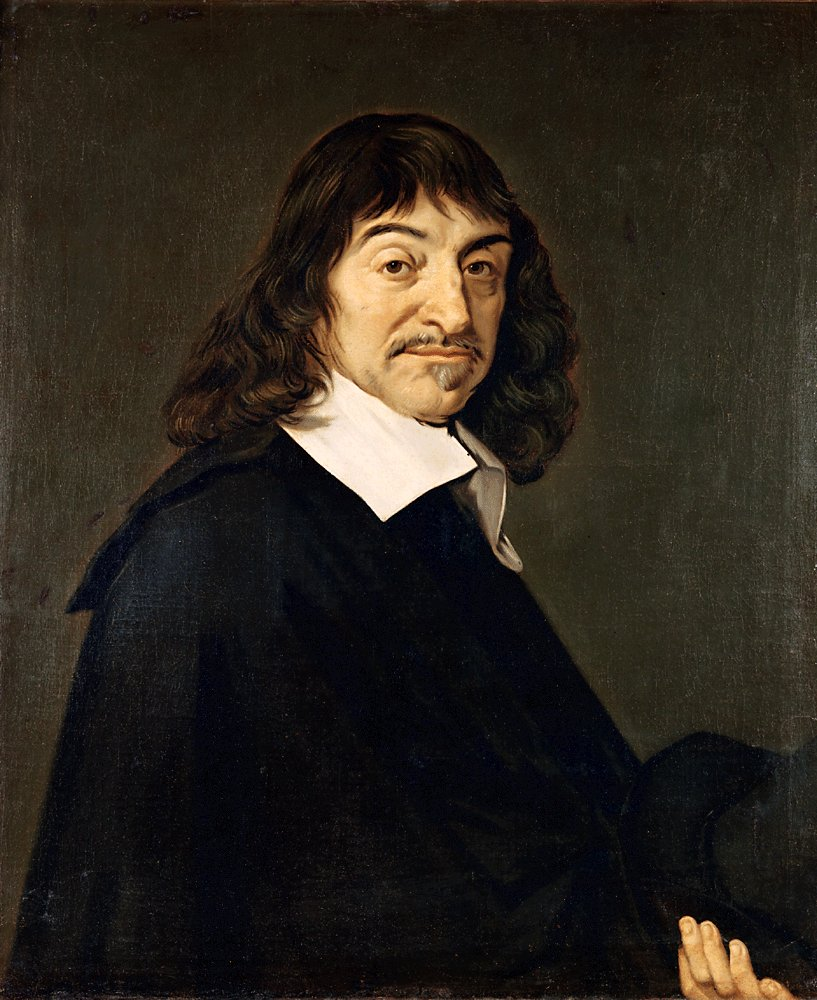
René Descartes, d'après Frans Hals

En France, le scepticisme se développe, sur la souche commune de Montaigne, dans deux directions différentes comme une stratégie de résistance de l'individu.
D'une part de grands lettrés, serviteurs du nouveau pouvoir monarchique, observent, au premier rang, son fonctionnement et mettent ainsi au point une technique pyrrhonienne de double parole (ce qu'on dit en public, sous contrainte ou par servitude volontaire; ce qu'on dit et pense par devers soi et entre amis, une skepsis critique). Deux figures centrales se détachent qui jouirent d'un immense prestige européen :
- sous Louis XIII et la jeunesse de Louis XIV, François de La Mothe Le Vayer dont les travaux et la pensée redonnent au scepticisme antique une véritable actualité européenne, auteur de nombreux traités sceptiques (par prudence les premiers sont publiés sous un pseudonyme)[3] ;
- sous Louis XIV, Pierre-Daniel Huet qui, pour se disculper d'accusations d'athéisme pyrrhonien devra attaquer Descartes (Nouveaux mémoires)[4].

Pierre Bayle est également un grand sceptique français, dont les thèses furent discutées par Leibniz dans les Essais de théodicée (1710).

D'autre part, Descartes et ses disciples qui partent d'une nouvelle définition de la souveraineté du sujet pensant, de l'individu, et pour qui le doute sceptique n'est qu'une étape de la pensée. Le refus du double langage amènera Descartes à se retirer de la vie politique en raison de son désaccord avec ses contemporains sceptiques. Pour lui, on ne peut prouver que notre perception actuelle soit fiable, qu'on ne soit pas par exemple en train de rêver, sinon par la certitude de l'existence de Dieu. Le scepticisme de Descartes s'inspire fortement de celui de Montaigne (Les Essais). On peut considérer que Descartes est plus proche de Montaigne du point de vue des principes fondamentaux de sa pensée que des philosophies rationalistes ultérieures[réf. nécessaire]. Chez lui le scepticisme est le premier pas vers la connaissance. Il est un moment à dépasser pour construire un savoir. C'est sur le doute qu'est bâti son Discours de la méthode, mais il ne faut pas perdre de vue que son objectif principal est de renverser le scepticisme ambiant, en montrant qu'il est possible d'avoir des connaissances. Montaigne doute pour douter, alors que Descartes doute pour ne plus douter. 

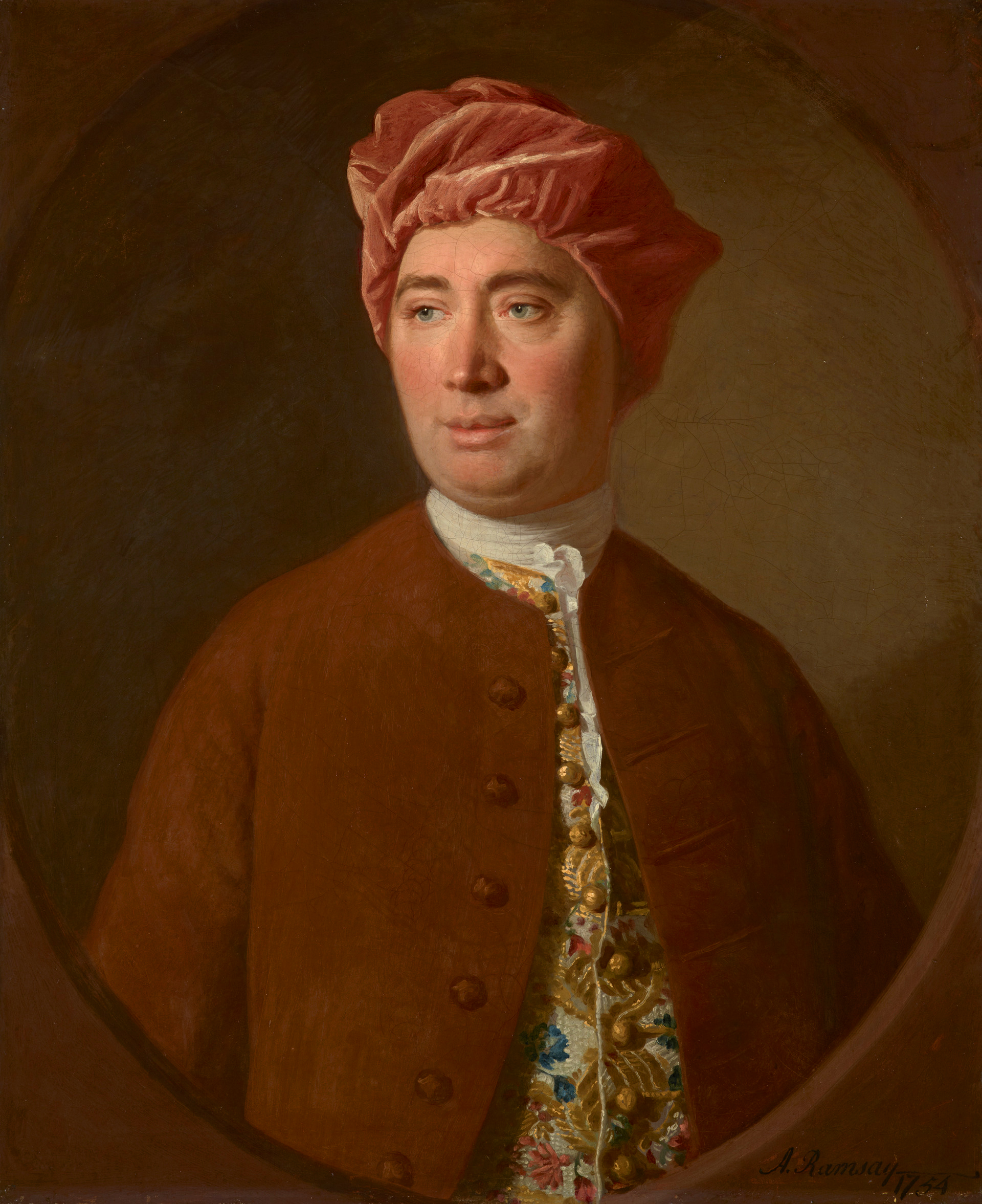
David Hume

Ces deux directions structurent le scepticisme du XVIIIe siècle : Huet, La Mothe Le Vayer, Descartes sont quasiment mis sur pied d'égalité comme source d'influence.
Hors de la France, d'autres philosophes avancent de nouvelles thèses sceptiques. On retient surtout :
- David Hume : nous n'avons aucune preuve que les représentations du monde que nous fournissent les données des sens constituent une connaissance fiable de ce monde, notre connaissance s'arrêtant aux données des sens. Hume intègre ainsi le scepticisme dans le but de renforcer les théories empiristes, en invalidant toute possibilité de réflexion métaphysique classique ;
- Kant : notre perception a lieu dans l'espace et le temps, structures transcendantales de notre esprit, ainsi nous ne pouvons jamais « connaître » le monde en soi (intemporel et non spatial), mais nous pouvons néanmoins penser des objets en transcendant l'expérience (les idées régulatrices de la connaissance).

### Période contemporaine
Le scepticisme se retrouve aujourd'hui dans des courants de pensée tels que les différentes formes de constructivisme[réf. nécessaire], qui proposent une philosophie de la connaissance d'inspiration clairement sceptique, ou le constructivisme social[réf. nécessaire].
Il existe enfin un scepticisme scientifique, qui cherche à promouvoir la science, la pensée critique et à soumettre les pseudo-sciences à la méthode expérimentale. En France, ce mouvement est connu sous le nom de zététique. Il n'a cependant aucun lien avec le scepticisme philosophique au sens strict, le mot « sceptique » devant dans son cas être entendu dans son sens courant.
Les études récentes en rhétorique comme critique philosophique, avec Barbara Cassin et Philippe-Joseph Salazar développent une réflexion limitrophe du scepticisme, vers la sophistique et vers la politique.

### Scepticisme en Asie
Nagarjuna, fondateur de l'école bouddhique Madhyamaka, dont la méthode rappelle les Esquisses pyrrhoniennes de Sextus Empiricus, nie l'être aussi bien que le non-être : rien n'a de nature propre, toute connaissance phénoménale n'est que conventionnelle. De façon plus générale, le bouddhisme, comme le scepticisme, nie la catégorie de substance et ne voit que « vacuité » (absence de nature propre qui ferait qu'une chose serait indépendante des autres choses, ce qui rejoint aussi la notion de coproduction conditionnée) dans les phénomènes aussi bien que dans l'Absolu (nirvāna).
Edward Conze, érudit bouddhiste, souligne la proximité du bouddhisme (particulièrement du Madhyamaka) avec le scepticisme pyrrhonien :
Être libre de passions est le grand but de la vie, et l'équanimité est l'attitude qu'on doit s'efforcer de cultiver. Toutes les choses extérieures sont les mêmes, il n'y a pas de différence entre elles, et le sage ne distingue pas entre elles. Pour gagner cet état d'indifférence on doit sacrifier tous les instincts naturels. Toutes les opinions théoriques sont pareillement sans fondement, et il faut complètement s'abstenir de formuler des propositions et de passer des jugements. Dans la philosophie de Pyrrhon, il y a la même distinction entre la vérité conventionnelle, les apparences (phainomena) d'un côté, et la vérité ultime (adêla) de l'autre. La vérité ultime est complètement cachée : « Je ne sais pas si le miel est doux, mais je suis d'accord qu'il m'apparaît tel. »

## Discussion du scepticisme

### Arguments des sceptiques
Les sceptiques mettent en garde contre les affirmations absolues en utilisant les arguments principaux suivants :
- de fait les opinions exprimées se révèlent diverses, versatiles et contradictoires ;
- les sensations ou opinions sont relatives au sujet qui les éprouve : en effet un même homme peut, selon les circonstances, être diversement affecté par un objet. Santé, maladie, sommeil et veille, mouvement et repos, âge, position et lieu conditionnent les perceptions. Montaigne, s'il semble parfois se complaire sur le doute comme sur un « mol oreiller », veut surtout nous rappeler « qu'il est lui-même la matière de son livre » et que ses propos sont relatifs à sa personne ;
- toute chose n'a qu'un statut relatif, en relation avec une infinité d'autres : la connaissance du moindre objet suppose que l'on soit capable d'établir son rapport avec tout l'Univers ;
- les arguments et preuves avancées doivent être eux-mêmes prouvés.

### Contestation du scepticisme
Hume assimile le doute sceptique à « une maladie de l'esprit ». Kant, dans sa Critique de la raison pure, qualifie les sceptiques de « nomades, sans domicile fixe ».

### Scepticisme et pragmatisme
Selon le Théorème de Cox-Jaynes, il est nécessaire d'accorder un crédit provisoire à quelques idées non vérifiées (éventuellement fausses, donc), en vue de créer les expériences qui les infirmeront ou non (cette idée étant aussi ancienne que le scepticisme). Par remises en cause successives, des considérations de diminution d'entropie montrent que les idées de différents observateurs (qui ont des a priori différents) convergeront vers une vision unique là où une réalité sous-jacente objective existe, et est observable d'une manière ou d'une autre. Ce théorème lève également les doutes qui planaient sur le mécanisme (également baptisé scandale par Bertrand Russell) de l'induction. Voir aussi inférence bayésienne.

### Éditions
- Sextus Empiricus, Esquisses pyrrhoniennes, traduction, P.Pellegrin, Paris, Seuil, 1997.
- Sextus Empiricus, Contre les professeurs, trad. P. Pellegrin et alii., Seuil, 2002.
- Diogène Laërce, Vies, doctrines et sentences des philosophes illustres [détail des éditions] (livre IX).
- Thomas Bénatouil, Le Scepticisme, Paris, Flammarion, coll. « GF-Corpus », 1997.
- J.-P. Dumont, Les Sceptiques grecs, textes choisis, PUF, Paris, 1966.
- Pierre-Daniel Huet, Mémoires de Pierre-Daniel Huet, nouvelle édition, Paris/Toulouse, Klincksieck/SLC, 1993,  (ISBN 2-908728-13-3).
- David Hume, Dialogues sur la religion naturelle.
- François de La Mothe Le Vayer, De la patrie et des étrangers et autres traités sceptiques, textes présentés et édités par Philippe-Joseph Salazar, Paris, Desjonquères, 2003,  (ISBN 2-843-21057-7).
- Long et Sedley, Les Philosophes hellénistiques, trad. Pierre Pellegrin et Jacques Brunschwig, Paris, Flammarion, coll. « GF », 2001 : tome I : "Pyrrhon, L'épicurisme" et tome III : "Les Académiciens. La Renaissance du pyrrhonisme".
- Montaigne, Apologie de Raimond Sebond.
- Karl Popper, « Tolérance et responsabilité intellectuelle » (1981), CNDP, 1990.
- Wittgenstein, De la certitude, NRF Essais.

### Études
- Charles Bolyard, Medieval skepticism, Stanford Encyclopedia of Philosophy, 2017.
- Victor Brochard, Les Sceptiques grecs, Paris, 1887.
- Marcel Conche, Pyrrhon ou l'apparence, Paris, PUF, 1994.
- Frédéric Cossutta, Le scepticisme, PUF, collection Que sais-je ?, 1994
- Jean-Paul Dumont, Le Scepticisme et le phénomène, Paris, Vrin, 1972.
- Marianne Groulez, Le scepticisme de Hume, Paris, P.U.F., coll. « Philosophies », 2005.
- Hegel, La Relation du scepticisme avec la philosophie, Paris, Vrin, 1986.
- Pierre-François Moreau (éd.), Le scepticisme au XVIe et au XVIIe siècle, Paris, Albin Michel, 2001.
- Gianni Paganini, Skepsis. Le débat moderne sur le scepticisme. Montaigne - Le Vayer - Campanella - Hobbes - Descartes - Bayle, Paris, Vrin, 2008.
- Richard H. Popkin, Histoire du scepticisme d'Érasme à Spinoza, Paris, PUF, 1995 (traduction de la deuxième édition).
- Léon Robin, Pyrrhon et le scepticisme grec, Paris, PUF, 1944.
- Philippe-Joseph Salazar, La Divine Sceptique. Éthique et rhétorique au XVIIe siècle, Tübingen, Gunter Narr, 2000  (ISBN 3-8233-5581-3).